# Mario Prosperi
Pour les articles homonymes, voir Prosperi.
Mario Prosperi est un joueur de football suisse né le 4 août 1945 à Melide.

## Biographie

### En club
- 1963-1976 : FC Lugano
- 1976-1981 : FC Chiasso

### En sélection
- 21 sélections en équipe de Suisse
- Première sélection : Suisse-Allemagne 0-1, le 26 mai 1965 à Bâle
- Dernière sélection : Suisse-Turquie 0-0, le 9 mai 1973 à Bâle